# Austromuellera trinervia
Austromuellera trinervia är en tvåhjärtbladig växtart som beskrevs av Cyril Tenison White. Austromuellera trinervia ingår i släktet Austromuellera och familjen Proteaceae. Inga underarter finns listade i Catalogue of Life.